# Campionato Sergipano 2023
Il Campionato Baiano 2023 è stata la 100ª edizione della massima serie del campionato sergipano. La stagione è iniziata il 14 gennaio 2023 e si è conclusa il 22 aprile successivo.

## Stagione

### Novità
Al termine della stagione 2022, sono retrocesse in Segunda Divisão il Boca Júnior e il Maruinense. Dalla seconda divisione, invece, sono saliti il Dorense e l'Estanciano.

### Formato
Le dieci squadre si affrontano dapprima in una prima fase, consistente in un girone unico. Le prime due classificate di tale girone, accederanno alla semifinale della seconda fase, che decreterà la vincitrice del campionato. Le formazioni piazzatesi tra la terza e la sesta posizione, partiranno dai quarti di finale.
Le ultime quattro, invece, si contenderanno la permanenza nella massima serie in un doppio scontro, con la gara d'andata in casa della formazione col penggior piazzamento.
La formazione vincitrice, potrà partecipare alla Série D 2024, alla Coppa del Brasile 2024 e alla Copa do Nordeste 2024. La seconda classificata, alla Série D e alla Coppa del Brasile. Nel caso le prime due classificate siano già qualificate alla Série D o alle serie superiori, l'accesso alla quarta serie andrà a scalare.

## Risultati

### Prima fase
|  | Pos. | Squadra        | Pt | G | V | N | P | GF | GS | DR  |
|  | ---- | -------------- | -- | - | - | - | - | -- | -- | --- |
|  | 1.   | Confiança      | 24 | 9 | 8 | 0 | 1 | 16 | 5  | +11 |
|  | 2.   | Sergipe        | 20 | 9 | 6 | 2 | 1 | 13 | 5  | +8  |
|  | 3.   | Lagarto        | 17 | 9 | 5 | 2 | 2 | 17 | 7  | +10 |
|  | 4.   | Itabaiana      | 16 | 9 | 5 | 1 | 3 | 10 | 7  | +3  |
|  | 5.   | Falcon         | 11 | 9 | 3 | 2 | 4 | 12 | 12 | 0   |
|  | 6.   | Gloriense      | 10 | 9 | 2 | 4 | 3 | 4  | 5  | -1  |
|  | 7.   | Freipaulistano | 8  | 9 | 2 | 2 | 5 | 7  | 13 | -6  |
|  | 8.   | América-SE     | 8  | 9 | 1 | 5 | 3 | 5  | 10 | -5  |
|  | 9.   | Estanciano     | 7  | 9 | 2 | 1 | 6 | 5  | 14 | -9  |
|  | 10.  | Dorense        | 4  | 9 | 1 | 1 | 7 | 4  | 15 | -11 |

Legenda:
      Ammessa alle semifinali della seconda fase.
      Ammessa ai quarti di finale della seconda fase.
      Ammessa allo spareggio retrocessione
Note:
Tre punti a vittoria, uno a pareggio, zero a sconfitta.

### Seconda fase
|  | Quarti di finale | Quarti di finale | Quarti di finale | Quarti di finale | Quarti di finale |  |  | Semifinali | Semifinali      | Semifinali | Semifinali | Semifinali |   |   | Finale | Finale    | Finale | Finale | Finale |  |
|  |                  |                  |                  |                  |                  |  |  |            |                 |            |            |            |   |   |        |           |        |        |        |  |
|  |                  |                  |                  |                  |                  |  |  | 4          | Itabaiana (dtr) | 2          | 1          | 3 (5)      |   |   |        |           |        |        |        |  |
|  | 5                | Falcon           | 1                | 1                | 2 (0)            |  |  | 2          | Sergipe         | 1          | 2          | 3 (4)      |   |   |        |           |        |        |        |  |
|  | 4                | Itabaiana (dtr)  | 1                | 1                | 2 (3)            |  |  |            |                 |            |            |            |   |   | 4      | Itabaiana | 2      | 2      | 4      |  |
|  |                  |                  |                  |                  |                  |  |  |            |                 | 1          | Confiança  | 0          | 0 | 0 |        |           |        |        |        |  |
|  |                  |                  |                  |                  |                  |  |  | 3          | Lagarto         | 0          | 0          | 0          |   |   |        |           |        |        |        |  |
|  | 6                | Gloriense        | 1                | 0                | 1                |  |  | 1          | Confiança       | 0          | 2          | 2          |   |   |        |           |        |        |        |  |
|  | 3                | Lagarto          | 0                | 2                | 2                |  |  |            |                 |            |            |            |   |   |        |           |        |        |        |  |

### Spareggi retrocessione
| Squadra 1  | Totale | Squadra 2      | Andata | Ritorno |
| ---------- | ------ | -------------- | ------ | ------- |
| Dorense    | 2 – 0  | Freipaulistano | 1 – 0  | 1 – 0   |
| Estanciano | 2 – 3  | América-SE     | 0 – 3  | 2 – 0   |